# مداين الكبير
مداين الكبير  قرية سوريّة تتبع إداريّاً لمحافظة حلب منطقة جبل سمعان ناحية تل الضمان، بلغ تعداد سكانها 183 نسمة حسب التعداد السكاني لعام 2004.